# Clarence Brereton
Clarence 'Minnow' Brereton (Baltimore, 1909 - New York, 1953) was een Amerikaanse trombonist en trompettist in de jazz.

## Biografie
Brereton begon zijn professionele loopbaan als muzikant in 1929/30 in de band van drummer Ike Dixon, In 1931 was hij trombonist bij Dave Nelson's Memphis Stompers. Hij speelde trompet in de band van Noble Sissle, waar hij tot 1938 bleef. Hij werkte in die tijd ook mee aan de muziekfilm That’s the Spirit (1933). In de jaren erna speelde hij ook in de groepen van Eubie Blake, Sidney Bechet en zijn vriend Buster Bailey. Hij deed dienst in het leger en speelde na de oorlog in het sextet van John Kirby, met Sarah Vaughan, te horen op bijvoorbeeld "I’m Scared“ (Crown Records, 1946). Hierna was hij actief als freelancer, o.m. speelde hij met drummer Henry 'Chick' Morrison (1950). In de jazz speelde hij tussen 1931 en 1946 mee op tien opnamesessies. Hij overleef in 1953 aan de gevolgen van de bof.

## Discografie (selectie)
- John Kirby and His Orchestra, 1945–1946 (Classics)